# Araucaleon withycombei
Araucaleon withycombei is een insect uit de familie van de mierenleeuwen (Myrmeleontidae), die tot de orde netvleugeligen (Neuroptera) behoort. 
Araucaleon withycombei is voor het eerst wetenschappelijk beschreven door Esben-Petersen in 1927.